# Џин Симонс (музичар)
Џин Клајн (енгл. Gene Klein; 25. август 1949), рођен као Хаим Виц (хебр. חיים ויץ), а најпознатији под уметничким именом Џин Симонс (енгл. Gene Simmons), амерички је музичар, певач, аутор песама, музички продуцент, предузетник и глумац. Члан је групе Kiss коју је основао са Полом Стенлијем.

## Дискографија

### Соло
- Gene Simmons (1978)
- Asshole (2004)
- Gene Simmons Vault (2017)
- Speaking in Tongues (2004)